# Colias eurytheme

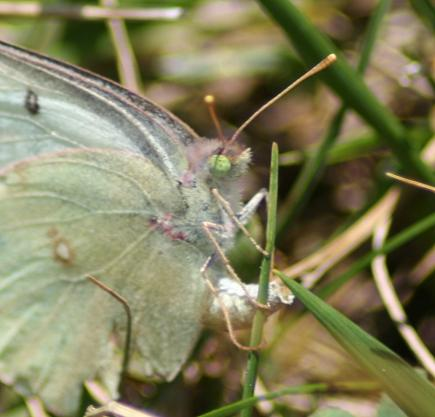
Albino Weibchen

Colias eurytheme, auch Alfalfa Butterfly, ist ein Schmetterling aus der Familie der Weißlinge (Pieridae).

## Merkmale

### Falter
Colias eurytheme hat eine Flügelspannweite von 35 bis 60 Millimetern, manchmal auch bis 75 Millimeter, und eine Grundfärbung, die von leuchtend gelb bis orange geht. Gelbe Farbvarianten sind im Frühling häufiger anzutreffen. Es gibt auch cremig weiße Farbvarianten, diese sind aber sehr selten. Diese sind in ihrem nördlichen Verbreitungsgebiet häufiger und betreffen fast nur die weiblichen Falter. Die Flügelsäume sind bei Männchen und Weibchen dunkelbraun, wobei dieser beim Weibchen durch die gelbliche Grundfärbung unterbrochen ist. Ebenso befinden sich an den Außenrändern der Flügel dunkle aufgereihte Flecken. Auf der Oberseite des Vorderflügels befindet sich in der Mitte ein schwarzer Punkt, der unterseits blass durchscheint. Auf der Oberseite des Hinterflügels ist ein orangefarbener Fleck, der als wichtiges Bestimmungsmerkmal dient. Dieser ist auf der Unterseite, die gelblich-grün schimmert, nur schwach sichtbar. Weibliche Falter sind größer als die Männchen. Die Falter der ersten und zweiten Generation im Frühling sind im Allgemeinen kleiner als die der Sommergeneration. Je kälter die Winter während des Puppenstadiums sind, umso dunkler ist die davon betroffene Generation, die Frühlingsgeneration, gefärbt. Sie sind auf der Unterseite der Hinterflügel dunkler und oberseits auf den Vorderflügeln am äußeren Rand gelber.

### Ei
Die Eier haben eine rötliche oder grünliche Cremefärbung und dunkeln mit der Zeit zu einem kräftigeren Rot nach. Sie werden einzeln abgelegt.

### Raupe
Die Raupen sind dunkelgrün mit weißen, schwarzen und rosafarbenen Seitenstreifen. Die Art überwintert in ihrem dritten oder vierten Raupenstadium. Sind die Raupen wenig Sonnenlicht ausgesetzt, entwickeln sie dunklere, schwarze seitliche Streifen.

### Puppe
Die Puppe ist apfelgrün mit einem rosigen Schimmer, oder gelblich-weißer und schwarzer Marmorierung sowie einer gelben Seitenbinde.

## Verbreitung und Lebensraum
Die Art ist in ganz Nordamerika vom südlichen Kanada bis Zentral-Mexiko verbreitet und bewohnt offene Felder, Ackerland, Wiesen und Grasebenen. Im Süden ihres Verbreitungsgebiets ist sie häufiger anzutreffen. In Florida kommt die Art nicht vor.

## Verhalten und Lebensweise
Männliche Falter fliegen Streifzüge in ihrem Revier, um nach Weibchen Ausschau zu halten. Diese werden durch optische Reize aufgrund der Färbung der Hinterflügel-Unterseite erkannt. Männchen stoßen sich durch eine UV-Reflexion der Flügel gegenseitig ab. Weibchen scheinen von der UV-Reflexion der Männchen angelockt zu werden. Dies verringert die Hybridisierung mit Colias philodice. Je heller die Farbvariation der weiblichen Falter ist, desto schneller sind sie in ihrer Entwicklung und können dadurch früher mehr Eier legen, was ihnen in ihrem nördlichen Verbreitungsgebiet einen enormen Fortpflanzungsvorteil einbringt. Ebenso werden diese Weibchen von den männlichen Faltern zur Paarung bevorzugt. Adulte Falter bevorzugen eine Temperatur von 35 bis 39 °C.
Im nördlichen Teil ihres Verbreitungsgebietes fliegen sie in zwei bis drei Generationen von Juni bis Oktober, im Süden sind es vier bis fünf Generationen von März bis November.
Die Falter saugen Nektar von einer Vielzahl verschiedener Pflanzenarten wie Löwenzahn (Taraxacum, Leontodon), Seidenpflanzen (Asclepias), Goldruten (Solidago), Astern (Aster), Kleine Braunelle (Prunella vulgaris), Wilde Karde (Dipsacus sylvestris), Pfefferminze (Mentha piperita), Kanadisches Berufkraut (Erigeron canadensis), Sonnenhut (Echinacea purpurea) und Sonnenblume (Helianthus hirsutus). Sie saugen auch Wasser an Pfützen.
Nachts findet man die Falter in kleinen Gruppen nahe dem Boden.
Die Lebensdauer der Falter beträgt bis zu 39 Tage. Bei einer Studie in freier Wildbahn in Virginia hatten Weibchen eine Lebensspanne von 14 Tagen und Männchen von 25 Tagen. In Gefangenschaft wurden Falter ca. 1 Jahr alt.
Es werden bis zu 700 Eier mittig auf den Blättern der Wirtspflanze abgelegt. Unter Laborbedingungen dauerte es 31 Tage vom Schlüpfen der Raupen bis zum Falter.
Die Raupen fressen meistens nachts an Alfalfa (Medicago sativa), Weißem Steinklee (Melilotus albus), Weiß-Klee (Trifolium repens) und Hülsenfrüchten (Fabaceae) wie beispielsweise der Gattung Tragant (Astragalus). Junge Raupen fressen Löcher in die Blattspitzen, während ältere Raupen die Blätter vom Rand der Blattspitze her fressen. Wenn die Hälfte des Blattes aufgefressen ist wechseln sie zum nächsten Blatt. Bei zu heißen oder zu kalten Temperaturen ziehen die Raupen sich tiefer in das Blattwerk der Wirtspflanze zurück. Sie bevorzugen Temperaturen zwischen 23 und 29 °C.

## Status
Die Raupen gelten gebietsweise als Schädling, da sie teilweise große Schäden in Alfalfa-Feldern verursachen.